# 캠벌리

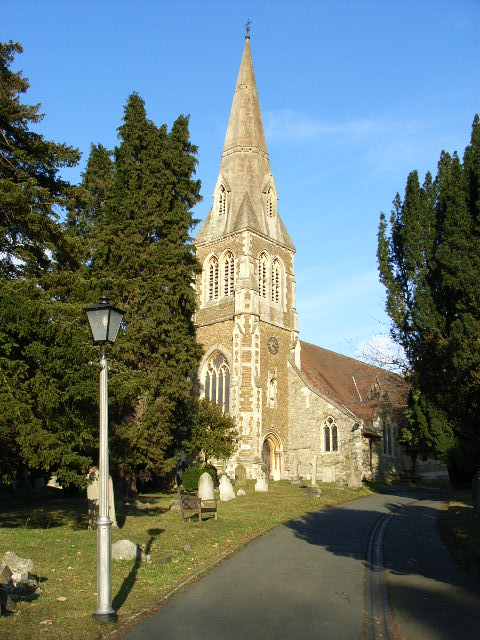
캠벌리

캠벌리(영어: Camberley)는 잉글랜드 버크셔주에 위치한 도시로 인구는 37,916명(2011년 기준)이다. 런던에서 남서쪽으로 50km 정도 떨어진 곳에 위치한다. 버크셔 주와 햄프셔주 간의 경계 지점과 가까운 편이다.